# Немцевич, Юрий Александрович
Юрий Александрович Немцевич (1905—1956) — советский военный, последнее звание — генерал-майор.

## Биография
Родился в 1905 году в Харькове. Член ВКП(б)/КПСС.
С 1920 года — на военной службе, общественной и политической работе. В 1920—1947 годах:
- участник Гражданской войны, находился на службе в 25-й Чапаевской стрелковой дивизии,
- командир взвода, помощник командира батареи 5-го корпусного авиаполка БВО, инструктор-лётчик, командир звена и отряда в Борисоглебской военной школы лётчиков,
- командир 17-й отдельной авиаэскадрильи,
- командир авиаэскадрильи 42-го истребительного авиационного полка,
- помощник командира, командир 126-го истребительного авиационного полка, заместитель командира резервной авиагруппы № 2, командир резервной авиагруппы № 4,
- командир 234-й истребительной авиационной дивизии,
- командир 205-й истребительной авиационной дивизии,
- заместитель командира по лётной подготовке 3-й Краснознамённой авиабригады ВВС Приволжского военного округа,
- командир 250-й истребительной авиационной дивизии.

Умер в Москве в 1956 году.
Был женат на Серафиме Ситник.